# VITAMIN E・P・O
『VITAMIN E・P・O』（ビタミン イー・ピー・オー） は、EPOの4枚目のオリジナル・アルバム。1983年4月5日に発売された。発売元はDear Heart / RVC。

## 概要・制作
収録内容は、2枚のシングル「土曜の夜はパラダイス」「う、ふ、ふ、ふ、」と洋楽のカバーが1曲、ほか書き下ろしのオリジナル曲にて構成されている。カセットテープのみ、A面6曲目にボーナス曲「Dear Heart」が収録されている。
カバー曲「BYE BYE BABY」の原曲は、アメリカのロック&ポップス・グループ、フォー・シーズンズが1965年に発表したシングル「バイ・バイ・ベイビー」(Bye, Bye, Baby（Baby Goodbye）)。「無言のジェラシー」は当時、バンド・メンバーだった村松邦男が、自身のファースト・ソロ・アルバム『GREEN WATER』にて「ジェラシー」と改題。自身の作詞にてカバーしている。
編曲は、ほぼ全曲を1stアルバム『DOWN TOWN』から続いて携わる清水信之。「あなたを奪えない」のみギタリスト・大村憲司が担当。コーラスには大貫妙子、安部恭弘、木戸やすひろ、比山清が参加。プロデュースは4作連続で宮田茂樹が手掛けている。EPOのRCA在籍時に発売された3作のオリジナル・アルバム制作に大きく携わっていた山下達郎は、本作以降には参加していない。
2023年8月5日には ″CITY POP ON VINYL 2023参加作品″ の1枚として、バーニー・グランドマンによるカッティングが施されたクリアピンク・ヴァイナル仕様でLPレコードが発売された。

### 新レーベル設立
本作は、EPOが1980年にメジャー・デビューしてから2年間在籍したRCAを離れ、RVC内に新たに設立された社内レーベルDear Heart移籍後第1弾となるアルバムであり、同レーベルの記念すべき第一作目となっている。レーベルにはEPOの他に大貫妙子、EPOの編曲を手掛ける清水信之、サクソフォーン奏者のジェイク・コンセプションらが所属した。

## 背景
当時のメディアを賑わせていた話題の一つにハイテクブームがあり、その一方で人々の間には健康志向が広まり始め、”ジョギング” ”サプリメント” ”ベジタリアン”といったライフスタイルが徐々に浸透していった。アルバムタイトルは、そんな時代背景を意識して付けられたものとなっている。
EPO本人は本作の制作エピソードを「私が体の中に持っているPOPな要素が、非常にストレートに表現されているアルバムではないだろうか。このアルバム制作中に、大好きなカレン・カーペンターが亡くなった。ショックだった」と残している。

## チャート成績・受賞歴
「う、ふ、ふ、ふ、」のヒットに続き本作もオリコンチャートの週間2位を記録するヒットとなり、1983年末放送の第25回日本レコード大賞 '83 アルバム・ベスト10の1枚に選出された。

## 収録曲

### LP・CT
| 全作詞・作曲: EPO (特記以外)、全編曲: 清水信之 (特記以外)。 |                                                         |                |                |      |
| #                                                           | タイトル                                                | 作詞           | 作曲・編曲     | 時間 |
| 1.                                                          | 「VITAMIN E・P・O」                                     | EPO (特記以外) | EPO (特記以外) | 4:34 |
| 2.                                                          | 「土曜の夜はパラダイス」(ストリングス・アレンジ:乾裕樹) | EPO (特記以外) | -              | 4:07 |
| 3.                                                          | 「無言のジェラシー」                                    | EPO (特記以外) | EPO (特記以外) | 5:15 |
| 4.                                                          | 「Would You Dance With Me?」                            | EPO (特記以外) | EPO (特記以外) | 3:58 |
| 5.                                                          | 「あなたを奪えない」(編曲:大村憲司)                     | EPO (特記以外) | EPO (特記以外) | 3:53 |
| 6.                                                          | 「Dear Heart」(作曲:Mancini, Livingston, Evans)         | EPO (特記以外) | EPO (特記以外) | 2:28 |
| 合計時間:                                                   | 合計時間:                                               | 24:15          |                |      |

| 全作詞・作曲: EPO (特記以外)、全編曲: 清水信之。 |                                                   |                |                |      |
| #                                                | タイトル                                          | 作詞           | 作曲・編曲     | 時間 |
| 1.                                               | 「う、ふ、ふ、ふ、」                              | EPO (特記以外) | EPO (特記以外) | 4:14 |
| 2.                                               | 「PAY DAY」                                       | EPO (特記以外) | EPO (特記以外) | 4:41 |
| 3.                                               | 「かなしいともだち」                              | EPO (特記以外) | EPO (特記以外) | 4:32 |
| 4.                                               | 「五分遅れで見かけた人へ」                        | EPO (特記以外) | EPO (特記以外) | 3:50 |
| 5.                                               | 「BYE BYE BABY」(作詞・作曲:Bob Crew, Bob Gaudio) | EPO (特記以外) | EPO (特記以外) | 2:45 |
| 6.                                               | 「う・ふ・ふ・ふ、Part.Ⅱ」                        | EPO (特記以外) | EPO (特記以外) | 0:30 |
| 合計時間:                                        | 合計時間:                                         | 20:32          |                |      |

### CD・Blu-spec CD2
| 全作詞・作曲: EPO (特記以外)、全編曲: 清水信之 (特記以外)。 |                                                         |                |                |      |
| #                                                           | タイトル                                                | 作詞           | 作曲・編曲     | 時間 |
| 1.                                                          | 「VITAMIN E・P・O」                                     | EPO (特記以外) | EPO (特記以外) | 4:33 |
| 2.                                                          | 「土曜の夜はパラダイス」(ストリングス・アレンジ:乾裕樹) | EPO (特記以外) | EPO (特記以外) | 4:09 |
| 3.                                                          | 「無言のジェラシー」                                    | EPO (特記以外) | EPO (特記以外) | 5:16 |
| 4.                                                          | 「Would You Dance With Me?」                            | EPO (特記以外) | EPO (特記以外) | 4:01 |
| 5.                                                          | 「あなたを奪えない」(編曲:大村憲司)                     | EPO (特記以外) | EPO (特記以外) | 3:55 |
| 6.                                                          | 「う、ふ、ふ、ふ、」                                    | EPO (特記以外) | EPO (特記以外) | 4:14 |
| 7.                                                          | 「PAY DAY」                                             | EPO (特記以外) | EPO (特記以外) | 4:43 |
| 8.                                                          | 「かなしいともだち」                                    | EPO (特記以外) | EPO (特記以外) | 4:36 |
| 9.                                                          | 「五分遅れで見かけた人へ」                              | EPO (特記以外) | EPO (特記以外) | 3:53 |
| 10.                                                         | 「BYE BYE BABY」(作詞・作曲:Bob Crew, Bob Gaudio)       | EPO (特記以外) | EPO (特記以外) | 2:46 |
| 11.                                                         | 「う・ふ・ふ・ふ、Part.Ⅱ」                              | EPO (特記以外) | EPO (特記以外) | 0:31 |
| 合計時間:                                                   | 合計時間:                                               | 42:37          |                |      |

## 参加ミュージシャン
〈アルバムのライナーノーツより〉
- Harpsichord, Linn Drums, Vibes, Hammond Organ：清水信之
- Guitar：大村憲司、村松邦男、清水信之
- Rhodes Piano, Synthesizer：清水信之、中村哲
- Strings Arrangement, Acoustic Piano：乾裕樹
- Drums：村上秀一、林立夫
- Bass：富倉安生、伊藤広規
- Percussions: ペッカー橋田、清水信之
- Flugel Horn Solo：数原晋
- Back Vocals：EPO、大貫妙子、安部恭弘、木戸やすひろ、比山清、Jake H. Concepcion、宮田茂樹
- Narration：Scot Lawson

## 発売履歴
| 地域 | リリース日    | レーベル         | 規格         | 規格品番   | 備考                         |
| ---- | ------------- | ---------------- | ------------ | ---------- | ---------------------------- |
| 日本 | 1983年4月5日  | Dear Heart / RVC | 30cmLP       | RAL-8806   |                              |
| 日本 | 1983年4月5日  | Dear Heart / RVC | カセット     | RAT-8806   |                              |
| 日本 | 1984年        | Dear Heart / RVC | 12cmCD       | RACD-7     | 初CD化                       |
| 日本 | 1986年9月15日 | Dear Heart / RVC | 12cmCD       | R32A-1016  | 再発盤                       |
| 日本 | 1991年8月21日 | BMGビクター      | 12cmCD       | BVCR-2523  | 再発盤                       |
| 日本 | 1995年3月24日 | BMGビクター      | 12cmCD       | BVCR-8010  | Q盤 音パレード               |
| 日本 | 1999年6月23日 | BMGジャパン      | 12cmCD       | BVCK-38008 | RCA CD名盤選書               |
| 日本 | 2007年4月25日 | Sony Music       | 12cmCD       | BVCK-17005 | 紙ジャケット・リマスター盤   |
| 日本 | 2015年4月8日  | Sony Music       | Blu-spec CD2 | MHC7-30027 | タワーレコード限定販売       |
| 日本 | 2020年9月9日  | Sony Music       | 音楽配信     |            |                              |
| 日本 | 2023年8月5日  | Sony Music       | 30cmLP       | MHJL-283   | クリアピンク・ヴァイナル仕様 |
| 日本 | 2024年9月25日 | Sony Music       | Blu-spec CD2 | MHCL-31021 |                              |